# 情豆花開
《情豆花開》是台灣歌手蔡黃汝（豆花妹）的首張個人音樂專輯。專輯於2011年9月21日開始預購，並於10月4日正式發行。預購簽唱會於9月25日假台北西門町舉行。本專輯一共發行了兩個不同封面的版本，分別為「情豆盤」及「花開盤」。「情豆盤」主要以白色蕾絲為主，帶出浪漫、可愛的感覺；「花開盤」則以花為主題，並帶有花的香味。本專輯的主打歌為《I服了U》，預購版本附送收藏海報乙張，而正式版則贈送豆花妹手繪明信片。

## 錄製過程
2011年1月初，豆花妹在練習發聲時，因為施力不當導致聲帶受傷，因此需要暫緩錄音工作養傷。同年3月聲帶恢復後，豆花重新開始發聲練習及錄製音樂。從企劃、收歌到配唱共用了近10個月的籌備期。期間，經紀公司為豆花妹婉拒包括4個廣告代言、3部電影、3部偶像劇、2個主持工作等演出邀約，合共約有一千萬台幣的收入。經紀公司亦於9月到12月間把專輯的籌備及製作過程拍攝成短片，名為「MINI TV- 蔡黃汝(豆花妹)的萌芽日誌」上載到影片分享網站YouTube，作為唱片宣傳。

## 專輯簡介
本專輯收錄了10首新歌。
| CD   | CD             | CD             | CD     | CD     | CD     | CD   |
| 曲序 | 曲目           |                | 作曲   | 编曲   | 製作人 | 时长 |
| ---- | -------------- | -------------- | ------ | ------ | ------ | ---- |
| 1.   | I服了U         | 陳冠甫         | 陳冠甫 |        |        | 3:05 |
| 2.   | 告白           | 黃建州、仇皓潔 | 蕭恆嘉 |        |        | 3:21 |
| 3.   | 空氣人形       | 姚若龍         | 李志遠 |        |        | 3:51 |
| 4.   | 我是幸福的     | 項前菲         | 何旻   |        |        | 5:20 |
| 5.   | 答應我         | 胡如虹         | 楊杰   |        |        | 4:24 |
| 6.   | 給我乖乖       | 陳冠甫         | 陳冠甫 |        |        | 3:33 |
| 7.   | 遜掉           | 戴佩妮         | 戴佩妮 |        |        | 3:51 |
| 8.   | 白馬公主       | 希淺、林理惠   | 方炯鑌 | 沙維琪 | 陳冠甫 | 3:10 |
| 9.   | 月光飛行       | 大恬           | 大恬   |        |        | 4:07 |
| 10.  | 我承認我很想念 | 小路           | 小路   |        |        | 3:47 |

## 音樂影片
本專輯並沒有包括載有音樂影片的DVD，但本專輯中所有主打歌的音樂影片均放在YouTube上，供歌迷觀看。當中包括《I服了U》、《空氣人形》、《告白》及《我是幸福的》。在「MINI TV- 蔡黃汝(豆花妹)的萌芽日誌」上，亦有為拍攝MV而練舞的片段。

## 外部連結
- 蔡黃汝(豆花妹) x Yahoo!奇摩音樂
- MINI TV- 蔡黃汝(豆花妹)的萌芽日誌 YouTube （页面存档备份，存于）